# Sunbury, Victoria
Sunbury är en förort till Melbourne i Australien. Den ligger i kommunen Hume och delstaten Victoria, omkring 34 kilometer nordväst om delstatshuvudstaden Melbourne. Antalet invånare är 29 925.
Runt Sunbury är det ganska tätbefolkat, med 134 invånare per kvadratkilometer.. Närmaste större samhälle är Melton, omkring 17 kilometer sydväst om Sunbury. 
Trakten runt Sunbury består till största delen av jordbruksmark. Genomsnittlig årsnederbörd är 971 millimeter. Den regnigaste månaden är juni, med i genomsnitt 115 mm nederbörd, och den torraste är januari, med 34 mm nederbörd.